# Раднаев, Максим Гомбоевич
Максим Гомбоевич Раднаев (1956 ― 2016) ― бурятский оперный певец, лирический тенор

## Биография
Максим Гомбоевич родился в селе Баянгол Баргузинского района 9 июля 1956 семье скотоводов (второй сын в семье). С детства участвовал в школьной и художественной самодеятельности.
В 1973 году поступил на физико-математический факультет БГПИ. В студенческие годы был активным участником ансамбля Байкальские волны. В 1977—1978 годы работал в БГПИ,
После окончания в 1977 году физико-математического факультета Бурятского педагогического института им. Банзарова принял решение поступить в музыкальное училище им. П. И. Чайковского, где обучался вокалу в классе заслуженной артистки РСФСР Веры Лыгденовой.
В 1986 году окончил Ленинградскую государственную консерваторию им. Римского-Корсакова (класс вокала доцента Сергея Рязанцева).
В том же году принят в качестве солиста в Бурятский государственный академический театр оперы и балета.
За годы работы в родном театре он спел более 30-ти партий. Обладая прекрасным голосом — лирико-драматическим тенором широкого диапазона и мягкого тембра, певец исполнил на сцене театра следующие партии в спектаклях: Юродивый («Борис Годунов» М. Мусоргского), Селянин («Дочь полка» Г. Доницетти), Ерошка («Князь Игорь» А. Бородина), Ульдино («Аттила» Д. Верди), Альмерик («Иоланта» П. Чайковского) и многие другие.
В 1992—1993 годах возглавлял Национальный театр песни и танца «Байкал». С 93-го по 94 годы был заместителем директора оперного театра. Также он был солистом оркестра народных инструментов имени Чингиса Павлова Бурятской государственной телерадиокомпании. Максим Раднаев удостоен званий заслуженного (1989) и народного артиста Бурятии(1999).
С 2004 года преподавал на музыкально-художественном факультете БГПК
Скончался 18 января 2016 года на 60-м году жизни после продолжительной болезни.